# Martin Langer
Martin Langer (* 18. července 1972 ve Varnsdorfu) je český básník, fotograf, režisér a scenárista.

## Životopis
Vystudoval kvasnou technologii piva a sladu na Střední průmyslové škole potravinářské technologie v Praze, poté pracoval mimo jiné jako knihkupec, sládek, dělník, myč nádobí, mistr v kořenářské výrobě a copywriter. Dnes je režisérem a scenáristou na volné noze, žije v Praze.
Je držitelem Ceny Jiřího Ortena za rok 2002 za sbírku básní Pití octa.
Své básně, fotografie a texty publikuje v těchto periodikách: Revolver Revue, Host, Tvar, A2, Weles, Prostor Zlín, Literární noviny, Lidové noviny, UNI, Fragment, Iniciály, H-Aluze, Vokno.

## Dílo

### Poezie
- Palác schizofreniků, Pražská imaginace, 1990 ISBN 80-7110-008-0
- Animální evangelium, Mladá fronta, 1992 ISBN 80-204-0302-7
- Já nezemřu zcela, Protis, 1996 ISBN 80-85940-06-X
- Průsmyky, Host, 1997 ISBN 80-86055-06-X
- Pití octa, Host, 2001 ISBN 80-7294-035-X
- Hlásky, dybbuk, 2007 ISBN 978-80-86862-26-2
- Stará gesta, dybbuk, 2009 ISBN 978-80-7438-001-3

### Básně v autorském filmu
- Vše je tiché,2012, http://www.youtube.com/watch?v=ZEa3DAoxxf4

### Zastoupení v antologiích
- Jedním uchem dovnitř (Labyrint,Radio1), ISBN 80-85935-08-2
- Czech Literature at the Turn of the Millenium/Neue tschechische Literatur an der Jahrtausendwende (MK ČR), ISBN 80-86310-36-1
- Antologie české poezie II.(1986-2006) (dybbuk), ISBN 978-80-86862-30-9
- Vrh křídel
- Nejlepší české básně 2010 (Host), ISBN 978-80-7294-409-5
- From a Terrace in Prague A Prague Poetry Anthology (Litteraria Pragensia), ISBN 978-80-7308-349-6

### Fotografie
- Slova objektivem (H_Aluze č. 16/2011)
- Dětství (Rozrazil č. 36/2011)
- Portréty 2006-2011 (fotografie)
- Cesta kolem, Labyrint, 2007 ISBN 978-80-85935-53-0
- Cesta kolem (Host č. 1 / roč. 2007), Host č. 8 / roč. 2007
- Staré ženy (výtvarnice Alena Kučerová - Weles č. 30-31 / roč. 2007), Tiché věci

### Dokumentární filmy
- Kremličkiana - Léto s básníkem Vítem Kremličkou (2014) https://www.youtube.com/watch?t=19&v=oxOUQvx7Y0o
- Cesta kolem-Balada o čase a stroji(2007)
- 1díl: http://www.youtube.com/watch?v=kYNtDGbNBI8
- 2díl: http://www.youtube.com/watch?v=aaf7LoonrvU
- Nová náboženská hnutí v ČR I.a II.díl (2007,2008)
- 35 % pod nulou (2009)
- trailer: http://www.youtube.com/watch?v=pjiN7F_ausw
- 1díl: http://www.youtube.com/watch?v=lZvkXL6rum8
- 2díl: http://www.youtube.com/watch?v=7s7daU0inow

### Autorský dokument/2007-2016
- Pološero - ČT2 - dokument 28min
- Uvězněni v těle http://www.ceskatelevize.cz/ivysilani/10318730018-polosero/214562222000008-polosero-uvezneni-v-tele
- Pedofilové mezi námi http://www.ceskatelevize.cz/ivysilani/10318730018-polosero/214562222000001-polosero-pedofilove-mezi-nami/
- Strach z očkování http://www.ceskatelevize.cz/ivysilani/10318730018-polosero/215562222000008-polosero-strach-z-ockovani
- Umění za hranicí http://www.ceskatelevize.cz/ivysilani/10318730018-polosero/212562222000013/
- Mezi Bohem a Ďáblem http://www.ceskatelevize.cz/ivysilani/10318730018-polosero/211562222000018/
- Marihuana - Dar i prokletí http://www.ceskatelevize.cz/ivysilani/10318730018-polosero/213562222000015-polosero-marihuana-dar-i-prokleti/
- Graffiti http://www.ceskatelevize.cz/ivysilani/10318730018-polosero/213562222000005/
- Můj život s HIV+ http://www.ceskatelevize.cz/ivysilani/10318730018-polosero/214562222000015-polosero-muj-zivot-s-hiv
- Ve jménu islámu http://www.ceskatelevize.cz/ivysilani/10318730018-polosero/215562222000002-polosero-ve-jmenu-islamu
- Malí géniové http://www.ceskatelevize.cz/ivysilani/10318730018-polosero/214562222000010-polosero-mali-geniove/
- Kšefty s obrazy http://www.ceskatelevize.cz/ivysilani/10318730018-polosero/212562222000006/
- Těžký život básníků http://www.ceskatelevize.cz/ivysilani/10318730018-polosero/211562222000014/
- Snílci a vizionáři http://www.ceskatelevize.cz/ivysilani/10318730018-polosero/211562222000006/
- Strach z očkování http://www.ceskatelevize.cz/ivysilani/10318730018-polosero
- Folklorika - ČT2 - dokument 26min
- Slovácko jak malované http://www.ceskatelevize.cz/ivysilani/1102732990-folklorika/311295350120017/
- Rebelové proti všednosti http://www.ceskatelevize.cz/ivysilani/1102732990-folklorika/312295350120019/
- Muzejníci a sběratelé http://www.ceskatelevize.cz/ivysilani/1102732990-folklorika/312295350120001/

### Filmové portréty literátů 2001-2011
- Bohumila Grögerová http://www.ceskatelevize.cz/ivysilani/10121102744-cesko-jedna-basen/311295350080021/
- Václav Kahuda http://www.ceskatelevize.cz/ivysilani/310295350020035-ctenarsky-denik/
- Jiří Sádlo http://www.ceskatelevize.cz/ivysilani/310295350020036-ctenarsky-denik/
- Lubor Kasal http://www.ceskatelevize.cz/ivysilani/311295350080003-cesko-jedna-basen/
- Jaromír Typlt http://www.ceskatelevize.cz/ivysilani/10169663406-ctenarsky-denik/311295350020009/
- Patrik Linhart http://www.ceskatelevize.cz/ivysilani/10169663406-ctenarsky-denik/311295350020010/
- Lukáš Marvan http://www.ceskatelevize.cz/ivysilani/10121102744-cesko-jedna-basen/311295350080018/
- Pavel Kolmačka http://www.ceskatelevize.cz/ivysilani/10121102744-cesko-jedna-basen/311295350080019/
- Luděk Marks http://www.ceskatelevize.cz/ivysilani/10121102744-cesko-jedna-basen/311295350080022/
- Božena Správcová http://www.ceskatelevize.cz/ivysilani/311295350080002-cesko-jedna-basen/
- Sylva Fischerová http://www.ceskatelevize.cz/ivysilani/10121102744-cesko-jedna-basen/311295350080006/
- Martin Reiner http://www.ceskatelevize.cz/ivysilani/10121102744-cesko-jedna-basen/311295350080007/
- Kateřina Rudčenková http://www.ceskatelevize.cz/ivysilani/10121102744-cesko-jedna-basen/311295350080005/
- Jaroslav Pížl http://www.ceskatelevize.cz/ivysilani/10169663406-ctenarsky-denik/311295350020015/
- Bára Gregorová http://www.ceskatelevize.cz/ivysilani/10169663406-ctenarsky-denik/311295350020016/
- Marka Míková http://www.ceskatelevize.cz/ivysilani/10169663406-ctenarsky-denik/311295350020012/

### Klipy
- Lubor Kasal "9/11" http://www.youtube.com/watch?v=Z4X_IYg6UeE
- Jaroslav Rudiš http://www.youtube.com/watch?v=tj4Vqu4l7KU
- Kateřina Tučková http://www.youtube.com/watch?v=l_WYss92J24